# William Borlase
Pour les articles homonymes, voir Borlase.
William Borlase (2 février 1695 - 31 août 1772) est un antiquaire, géologue et naturaliste anglais. Il est né à Pendeen.
Il fit des études au Collège d'Exeter au sein de l'université d'Oxford en Angleterre.
Il fut membre de la Royal Society.

## Préhistoire
William Borlase reprit le travail sur l'ordre chronologique des âges préhistoriques, en trois séquences : l'âge de la pierre - l'âge du bronze - l'âge du fer, élaboré et publié en 1734 par Nicolas Mahudel.